# Abraham Clark
Abraham Clark (ur. 15 lutego 1726 w Elizabeth (Nowy Jork), zm. 15 września 1794 w  Rahway) – amerykański polityk, uczestnik wojny o niepodległość Stanów Zjednoczonych; delegat ze stanu New Jersey do Kongresu Kontynentalnego, gdzie podpisano Deklarację niepodległości, członek Izby Reprezentantów zarówno w drugim i trzecim Kongresie Stanów Zjednoczonych, od 4 marca 1791 r. aż do śmierci w 1794 r.

## Życiorys
Abraham Clark urodził się  w pobliżu Elizabethtown (obecnie Elizabeth), w  stanie Nowy Jork; uczęszczał do szkół prywatnych; studiował prawo, ale nigdy nie praktykował; szeryf w Hrabstwie Essex, członek kongresu prowincji New Jersey od 23 maja 1775 do 22 czerwca 1776; członek Kongresu Kontynentalnego 1776/78, 1780/83 i 1786/88; zmarł w Rahway, w  stanie Nowy Jork.